# Marbeuf
Marbeuf – miejscowość i gmina we Francji, w regionie Normandia, w departamencie Eure.
Według danych na rok 1990 gminę zamieszkiwało 258 osób, a gęstość zaludnienia wynosiła 30 osób/km² (wśród 1421 gmin Górnej Normandii Marbeuf plasuje się na 649 miejscu pod względem liczby ludności, natomiast pod względem powierzchni na miejscu 428).